# 乙未改革
乙未改革（いつびかいかく）は、朝鮮で1895年から1896年にかけて、日本の影響力の下で行われた、急進的な近代化改革である。1894年から1895年にかけて行われた甲午改革の後を引き継いだものだが、乙未改革を甲午改革の一部として、全体を甲午改革と呼ぶこともある。

## 概要
1895年4月に日清戦争で日本が勝利したが、三国干渉の結果、朝鮮での日本の影響力が弱まり、王妃の閔妃を中心に親露派の力が増した。その結果、日本の影響力の下で行われていた甲午改革は停滞することとなった。しかし、10月8日（旧暦8月20日）に閔妃が殺害（乙未事変）されると、金弘集内閣（第4次）は急進的な近代化改革を再開した。断髪令、旧暦から太陽暦への変更、新しい年号「建陽」の制定、小学校の設立、郵便網の整備、種痘法の施行、軍制改革などが行われた。しかし、これらの急進的な改革、とりわけ断髪令は、民族の伝統である礼俗を否定するものとして守旧派の激しい反発と抵抗を招き、1896年2月11日には、国王の高宗がロシア公使館に移り（露館播遷）、金弘集と魚允中は群衆に襲撃されて殺害され、乙未改革は終った。金允植は捕らえられて終身流刑に処せられた。
1895年11月ころ、朝鮮中部では再び義兵闘争が起こり、翌年には朝鮮全土に波及した。朝鮮の地方官や日本人は襲撃・殺害され、軍用電信線の切断など妨害活動が相次いだ。